# 주고쿠카쓰야마역
주고쿠카쓰야마역(일본어: 中国勝山駅)은 일본 오카야마현 마니와시에 위치한 서일본 여객철도 기신 선의 철도역이다. 상대식 승강장 2면 2선의 구조를 갖춘 지상역이다.

## 타는 곳
| 1 | ■ 기신 선 | 상행 | 쓰야마 방면 | 단, 이 역 시발은 2번 승강장        |
| 2 | ■ 기신 선 | 하행 | 니미 방면   | 단, 야간의 이 역 시발은 1번 승강장 |

## 이용 현황
| 승차 인원 추이 | 승차 인원 추이 |
| 연도           | 1일 평균       |
| -------------- | -------------- |
| 1999           | 515            |
| 2000           | 514            |
| 2001           | 511            |
| 2002           | 473            |
| 2003           | 521            |
| 2004           | 443            |
| 2005           | 445            |
| 2006           | 412            |
| 2007           | 389            |
| 2008           | 364            |
| 2009           | 376            |
| 2010           | 377            |
| 2011           | 378            |

## 역 주변
- 마니와 시청 가쓰야마 지국
- 가쓰야마 간이 재판소
- 국도 제181호선 · 국도 제313호선

## 인접 역
| 서일본 여객철도 기신 선 | 서일본 여객철도 기신 선 | 서일본 여객철도 기신 선 |
| ----------------------- | ----------------------- | ----------------------- |
| 구세 히메지 방면        | ■ 기신 선               | 쓰키다 니미 방면        |